# Ivan Basso
Ivan Basso (ur. 26 listopada 1977 w Gallarate) – były włoski kolarz szosowy,  dwukrotny zwycięzca Giro d’Italia.
Basso uważany jest za jednego z najlepszych kolarzy wieloetapowych (tzw. grandtourowców) pierwszej dekady XXI wieku. Zajmował czołowe miejsca w Tour de France, wygrał Giro d’Italia. Charakteryzowała go bardzo dobra jazda w górach i wytrzymałość. Osiągał także wysokie wyniki podczas etapów jazdy indywidualnej na czas. Kiedy karierę kończył Lance Armstrong, Włoch uznawany był przez wielu za jego następcę.
30 czerwca 2006 roku znalazł się na liście sportowców, którzy nie zostali dopuszczeni do Tour de France w związku z pogłoskami o praktykach dopingowych i Operación Puerto. W październiku został wprawdzie oczyszczony z zarzutów ze względu na niewystarczające dowody, ale już w kwietniu 2007 dochodzenie w jego sprawie wszczęto ponownie. Został zawieszony, a w maju przyznał się do kontaktów z doktorem Eufemiano Fuentesem i zamiaru stosowania dopingu podczas Tour de France 2006.
15 czerwca 2007 roku został zdyskwalifikowany na okres dwóch lat przez Włoski Komitet Olimpijski. Na poczet kary zaliczony został okres zawieszenia, co pozwoliło mu wrócić do ścigania 25 października 2008 roku. W zawodowym peletonie pojawił się w barwach Liquigasu.
W 2009 roku ponownie wystartował w Grand Tourach, zajmując 4. miejsce w Giro d’Italia oraz 4. miejsce w Vuelta a España. Dwa lata nieobecności w ProTourze zmieniły styl jazdy Włocha. Basso nie błyszczał już na czasówkach, słabo zjeżdżał, a w górach stracił dawną dynamikę. Mimo to w 2010 roku wygrał po raz drugi w karierze Giro d’Italia, rozstrzygając na swoją korzyść etap zakończony morderczym podjazdem pod Monte Zoncolan.
W następnym sezonie za cel postawił sobie Tour de France, który ukończył na 7. miejscu. W 2012 roku przyjechał na Giro d’Italia jako jeden z głównych faworytów. Nie udało mu się osiągnąć końcowego sukcesu, zajął dopiero 5. miejsce.
Dnia 13 lipca 2015 roku podczas wizyty u lekarza odbytej za sprawą bolących jąder dowiedział się, że ma raka jąder. Natychmiast wycofał się z Touru.
5 października 2015 roku kolarz ogłosił zakończenie kariery. Ogłoszono jednocześnie, że zawodnik pozostanie w grupie Tinkoff-Saxo jako jeden z managerów rosyjskiego zespołu.

## Najważniejsze osiągnięcia
- 1999
  - 2. miejsce w Trofeo Matteotti
  - 2. miejsce w Giro del Friuli
- 2000
  - 2. miejsce w Regio Tour
    - 1. miejsce na 1. i 3b etapie

  - 5. miejsce w Giro dell’Emilia
- 2001
  - 1. miejsce na 1. etapie Tour Méditerranéen
  - 2. miejsce w La Flèche Wallonne
  - 1. miejsce na 5. etapie Österreich-Rundfahrt
  - 6. miejsce w Giro dell’Emilia
- 2002
  - 3. miejsce w Liège-Bastogne-Liège
  - 11. miejsce w Tour de France
    - 7. miejsce na 11. i 16. etapie
    -  1. miejsce w klasyfikacji młodzieżowej Tour de France

  - 2. miejsce w Giro dell’Emilia
- 2003
  - 7. miejsce w Tour de France
    - 6. miejsce na 9., 13. i 15. etapie

  - 2. miejsce w Clásica de San Sebastián
- 2004
  - 2. miejsce w Tour Méditerranéen
  - 3. miejsce w Tour de France
    - 1. miejsce na 12. etapie
    - 2. miejsce na 13. i 15. etapie
    - 8. miejsce na 16. etapie (ITT)
    - 6. miejsce na 19. etapie (ITT)

  - 1. miejsce w Giro dell’Emilia
  - 3. miejsce w Giro di Lombardia
- 2005
  - Giro d’Italia
    - 1. miejsce na 17. i 18. (ITT) etapie
    - 2. miejsce na 8. (ITT) i 11. etapie
    -  lider wyścigu przez 2 etapy (11-12)

  - 2. miejsce w Tour de France
    - 3. miejsce na 14. etapie
    - 4. miejsce na 20. etapie (ITT) (po dyskwalifikacji Jana Ulricha)[2]

  - 1. miejsce w Post Danmark Rundt
    - 1. miejsce na 1., 2., 3., i 5. etapie
- 2006
  - 1. miejsce w Critérium International
  - 1. miejsce w Giro d’Italia
    - 1. miejsce na 8., 16. i 20. etapie
    - 2. miejsce na 11. (ITT), 13. i 17. etapie
    -  lider wyścigu przez 14 etapów (8-21)
    - 2. miejsce w klasyfikacji punktowej i górskiej
- 2008
  - 3. miejsce w Japan Cup
- 2009
  - 1. miejsce w Giro del Trentino
  - 4. miejsce w Girod’Italia
    - 3. miejsce na 5. i 16. etapie

  - 4. miejsce w Vuelta a España
- 2010
  - 1. miejsce w Giro d’Italia
    - 2. miejsce na 14. etapie
    - 1. miejsce na 15. etapie
    - 6. miejsce na 16. etapie (ITT)
    - 3. miejsce na 20. etapie
    -  lider wyścigu przez 3 etapy (19-21)
    - 2. miejsce w klasyfikacji górskiej

  - 1. miejsce w Gran Premio Industria e Commercio Artigianato Carnaghese
- 2011
  - 1. miejsce w GP di Lugano
  - 4. miejsce w Tirreno-Adriático
  - 7. miejsce w Tour de France
    - 4. miejsce na 18. etapie

  - 1. miejsce w Giro di Padania
- 2012
  - 5. miejsce w Giro d’Italia
    - 2. miejsce na 17. etapie

  - 1. miejsce w Japan Cup
- 2013
  - 8. miejsce w Tour de Pologne
  - 9. miejsce w Tour of Beijing

### Miejsca w Grand Tourach
| Grand Tour | 1999 | 2000 | 2001 | 2002 | 2003 | 2004 | 2005 | 2006 | 2007 | 2008 | 2009 | 2010 | 2011 | 2012 | 2013 | 2014 | 2015 |
| ---------- | ---- | ---- | ---- | ---- | ---- | ---- | ---- | ---- | ---- | ---- | ---- | ---- | ---- | ---- | ---- | ---- | ---- |
| Giro       | DNF  | 52   | –    | –    | –    | –    | 28   | 1    | –    | –    | 4    | 1    | –    | 5    | –    | 15   | 51   |
| Tour       | –    | –    | DNF  | 11   | 7    | 3    | 2    | –    | –    | –    | –    | 31   | 7    | 25   | –    | –    | DNF  |
| Vuelta     | –    | –    | –    | –    | –    | –    | –    | –    | –    | –    | 4    | –    | –    | –    | DNF  | –    | –    |